# Lontra provocax
La lontra australe (Lontra provocax (O. Thomas, 1908)), nota anche come lontra della Patagonia, è un carnivoro appartenente al genere delle lontre del Nuovo Mondo. È originaria della Patagonia, nella parte meridionale di Cile e Argentina.

## Descrizione
La lontra australe è una specie di lontra di medie dimensioni che presenta una lunghezza testa-tronco di 57-61 cm, una coda di 35-40 cm e un peso di 5-10 kg. I maschi sono in genere il 10% più grandi delle femmine. La pelliccia è marrone scuro, ma di colore marrone cannella chiaro sul ventre. Il collo e la gola sono grigi. Il robusto cranio è appiattito e i denti sono adatti a frantumare i crostacei. I piedi, sia anteriori che posteriori, sono palmati.

## Biologia
La lontra australe vive sulle rive di fiumi e laghi e nelle paludi lungo la costa del Pacifico. In Argentina si è visto che predilige le vecchie foreste ripariali con molto sottobosco, in Cile è stato riscontrato che è presente più lungo i fiumi più grandi che nei piccoli torrenti. Qui, la specie si trova principalmente in corpi idrici caratterizzati da una fitta vegetazione sempreverde sulle sponde, con ceppi di alberi tagliati e tronchi d'albero trasportati a riva dalla corrente. I fiumi incanalati, invece, vengono evitati. Le lontre australi sono per lo più notturne e si vedono raramente durante il giorno. Trascorrono la giornata in grotte o sotto le radici che si trovano tra 0,7 e 50 metri dalla riva e a circa 3-8 metri sopra il livello dell'acqua.
Le lontre australi si nutrono principalmente di piccoli pesci (<10 cm) e crostacei. Vengono catturati anche molluschi e piccoli uccelli acquatici. Nel Cile centrale il pesce viene consumato principalmente in primavera e in estate; pesci di piccole dimensioni costituiscono la parte più importante della dieta anche sulla costa pacifica del Cile meridionale. In Argentina sono stati condotti studi su popolazioni di lontre che si nutrono di crostacei per oltre il 95%, dal momento che la popolazione ittica nei laghi d'acqua dolce del sud del Paese è molto bassa.
I piccoli nascono circa 10-12 mesi dopo l'accoppiamento: l'embrione rimane a riposo per un periodo di tempo più lungo, quindi si presume che la gestazione effettiva sia di 2 mesi. Prima della nascita, la femmina costruisce una tana in cui dà alla luce i piccoli, ciechi e indifesi. Il latte materno è molto nutriente e dopo circa 7 settimane i giovani animali iniziano a mangiare cibi solidi. Aprono gli occhi dopo circa un mese e iniziano i primi tentativi di nuoto nel terzo mese. Circa un mese dopo sono in grado di cacciare da soli e raggiungono la maturità sessuale dopo 2 o 3 anni. Il tasso di mortalità è molto alto e solo l'uno per cento circa degli esemplari vive oltre i 10 anni: la maggior parte muore prima dei cinque anni. Le femmine formano piccoli gruppi familiari insieme alla loro prole, mentre i maschi, al di fuori della stagione degli amori, conducono un'esistenza solitaria.

## Conservazione
Non sono noti predatori naturali della lontra australe. La specie veniva cacciata intensamente per la sua pelliccia e ancora oggi è ripetutamente vittima della caccia illegale. Altri fattori negativi per la sua sopravvivenza sono la distruzione dell'habitat e l'inquinamento delle acque. Oggi esistono popolazioni numerose solamente nel parco nazionale Nahuel Huapi, nel parco nazionale Tierra del Fuego e nell'Isola degli Stati. La specie viene pertanto classificata «in pericolo» (Endangered) dalla IUCN.